# Laussou
Laussou ist eine französische Gemeinde mit 275 Einwohnern (Stand 1. Januar 2022) im Département Lot-et-Garonne in der Region Nouvelle-Aquitaine (vor 2016: Aquitanien). Sie gehört zum Arrondissement Villeneuve-sur-Lot und zum Kanton Le Haut Agenais Périgord.
Der Name der Gemeinde leitet sich vom gleichnamigen Fluss ab, der die natürliche Grenze zu den östlichen und südlichen Nachbargemeinden bildet.

## Geographie
Die Gemeinde Laussou liegt circa 20 Kilometer nordöstlich von Villeneuve-sur-Lot in der historischen Provinz Agenais am nördlichen Rand des Départements.
Umgeben wird Laussou von den fünf Nachbargemeinden:
|                       | Saint-Étienne-de-Villeréal                  | Dévillac |
| Saint-Eutrope-de-Born | Kompassrose, die auf Nachbargemeinden zeigt | Paulhiac |
|                       | Monflanquin                                 |          |

Laussou liegt im Einzugsgebiet des Flusses Garonne.
Die Lède, ein Nebenfluss des Lot, durchquert das Gebiet der Gemeinde zusammen mit seinen Nebenflüssen,
- dem Ruisseau de Favier und
- dem Laussou mit seinen Nebenfluss,
  - dem Ruisseau de Lasgrèses, und seinen Nebenflüssen, die in Laussou entspringen,
  - dem Ruisseau de Basset,
  - dem Ruisseau Maline und
  - dem Ruisseau Biard.[2]

## Geschichte
Die geografische Lage an mehreren Fließgewässern erlaubt eine frühe Besiedelung. Die ältesten archäologischen Funde auf dem Gemeindegebiet datieren jedoch aus dem Hochmittelalter. Im 12. Jahrhundert ist ein Priorat mit einer Kirche im Weiler Envals erwähnt worden. Es geschah dies in einer turbulenten Zeit an der Grenze des Agenais zum Périgord, einem Brennpunkt der Auseinandersetzungen des Hundertjährigen Kriegs.

## Einwohnerentwicklung
Mit Beginn der Aufzeichnungen erreichte die Einwohnerzahl einen Höchststand von rund 830. In der Folgezeit sank die Größe der Gemeinde bei kurzen Erholungsphasen bis zu den 1980er Jahren auf rund 210 Einwohner, bevor eine Phase mit moderatem Wachstum einsetzte, die heute noch anhält.
| Jahr      | 1962 | 1968 | 1975 | 1982 | 1990 | 1999 | 2006 | 2011 | 2022 |
| --------- | ---- | ---- | ---- | ---- | ---- | ---- | ---- | ---- | ---- |
| Einwohner | 312  | 266  | 263  | 208  | 255  | 234  | 252  | 273  | 275  |

## Sehenswürdigkeiten

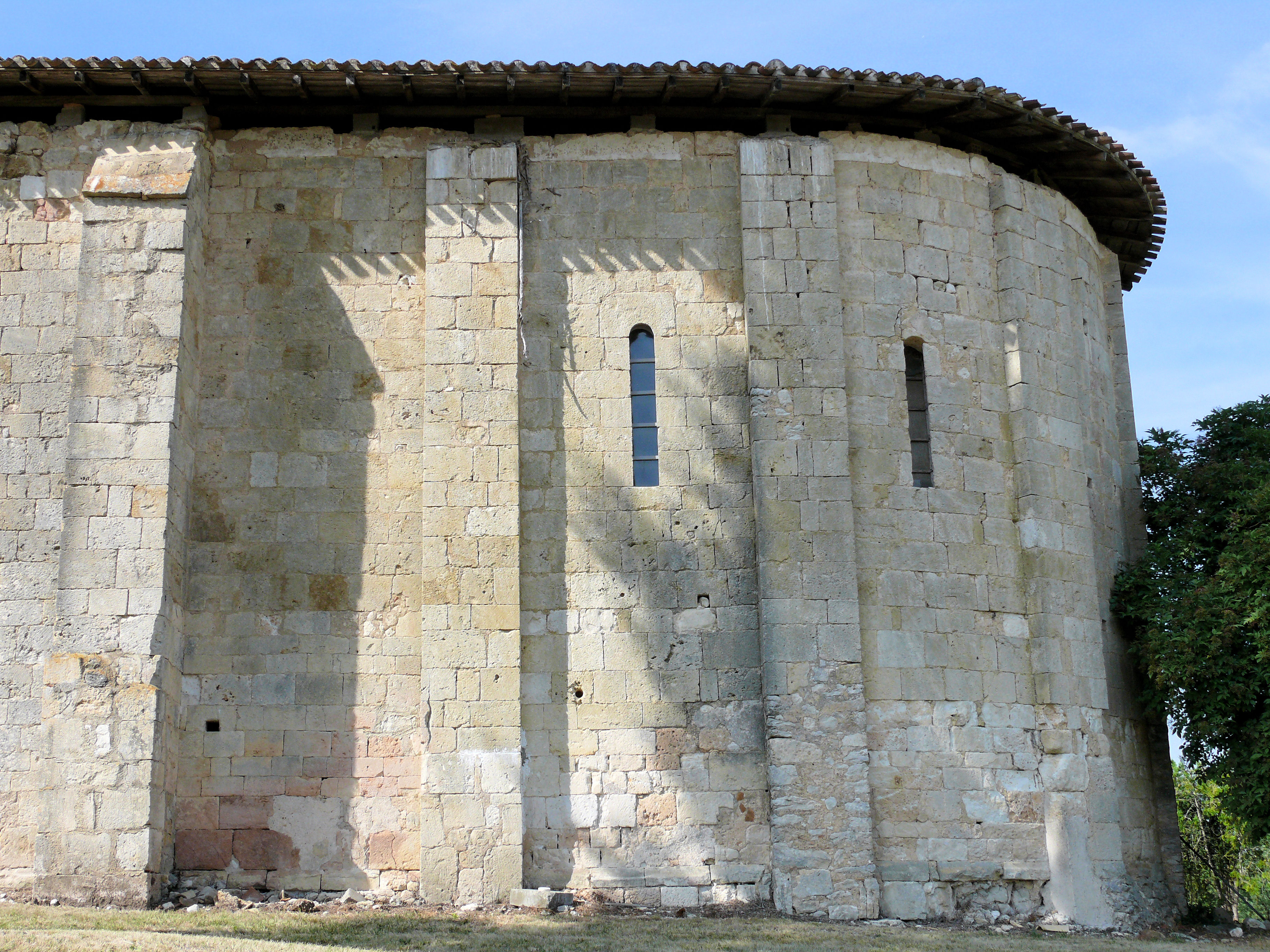
Apsis der Kirche Saint-Pierre

### Pfarrkirche Saint-Pierre
Die dem Apostel Petrus geweihte Kirche wurde im 12. Jahrhundert errichtet. Ihr Langhaus ist im 13. Jahrhundert teilweise neu gebaut worden. Der Glockengiebel wurde während der Gotik umgearbeitet. Die Innenwände des Chors und eines Teils des Langhauses sind mit Blendarkaden verziert. Eine Wandmalerei unter Verwendung von Leimfarbe ist im 16. Jahrhundert entstanden und verschönert alle Wände. Nur die Farben gelber Ocker und roter Ocker sind hierbei eingesetzt worden. Im Laufe der 1950er Jahre ist das Dach der Kirche eingestürzt. Der Boden und der Untergrund des ehemaligen Friedhofs, der die Kirche umsäumt, ist seit dem 15. September 1994 als Monument historique eingeschrieben, die Kirche ist seit dem 20. September 2006 als Monument historique klassifiziert.

### Schloss Barayre
Es wurde im 15. Jahrhundert im Weiler Envals mit dicken Steinmauern und einem noch heute vorhandenen Eichenparkett errichtet. 20 Hektar Wiese umsäumt das Anwesen, das heute in Privatbesitz und der Öffentlichkeit nicht zugänglich ist.

### Schloss Boinet
Zu Beginn des 17. Jahrhunderts wurde Jean Sarrau, erster Konsul von Monflanquin, Besitzer des Schlosses Boinet im gleichnamigen Weiler. Er führte seitdem dem Titel Sieur de Boinet de Gibel. Im Jahre 1610 wurde er für seine Verdienste am französischen Staat geadelt. Sein Enkel Claude Sarrau de Boinet wurde 1603 auf dem Schloss geboren. Er ist der bekannteste der Familie. Er war von 1627 bis 1636 Berater des Parlaments der Normandie, anschließend bis 1640 Berater des französischen Königs. Er kehrte anschließend in die Normandie zurück. Seine Enkel folgten seinem Weg und waren an der Gründung der Académie nationale des sciences, belles-lettres et arts de Bordeaux im Jahre 1712 beteiligt. Die Familie Sarrau behielt das Schloss bis zur Französischen Revolution. Es ist heute in Privatbesitz und der Öffentlichkeit nicht zugänglich.

## Wirtschaft und Infrastruktur
Die Landwirtschaft mit ihren Schwerpunkten des Anbaus von Mischkulturen und des Obstbaus ist weiterhin einer der wichtigsten Wirtschaftsfaktoren der Gemeinde.

### Verkehr
Laussou ist erreichbar über die Routes départementales 272 und 667, die ehemalige Route nationale 667.